# Juan Rafael Arias Bonilla
Juan Rafael Arias Bonilla (Heredia, 15 de febrero de 1877 - 9 de diciembre de 1963). Sus padres fueron Miguel Arias y Esmeralda Bonilla.
Se graduó de abogado en 1903. Fue Juez de Heredia, Presidente de la Municipalidad de Heredia, ministro plenipotenciario ante los gobiernos de Argentina, Brasil y Chile en 1916.
Secretario de Hacienda en el gobierno del licenciado Alfredo González Flores y en la segunda Administración del licenciado Cleto González Víquez. Diputado en varias oportunidades, Presidente del Congreso de 1936 a 1938 y miembro de la Asamblea Constituyente de 1949 que derivó en la Constitución Política de Costa Rica de 1949. Es el abuelo del Presidente de Costa Rica Óscar Arias Sánchez.